# Parastremmatische Dysplasie
Die Parastremmatische Dysplasie (aus altgriechisch παραστρέμμα parastremma, deutsch ‚verbogene Glieder‘, δυσ- dys, deutsch ‚miss‘ und πλάσσειν plassein, deutsch ‚formen, bilden‘) ist eine sehr seltene angeborene Chondrodysplasie mit den Hauptmerkmalen Kleinwuchs, Kyphoskoliose, Versteifung der Gelenke und Verbiegung der unteren Extremitäten.
Synonym: Parastrematischer Kleinwuchs
Die Bezeichnung wurde von den Autoren der Erstbeschreibung aus dem Jahre 1970 durch den US-amerikanischen Radiologen  Leonard O. Langer, den deutschen Orthopäden Dietrich Petersen und Pädiater Jürgen W. Spranger vorgeschlagen.

## Verbreitung
Die Häufigkeit wird mit unter 1 zu 1.000.000 angegeben, bislang wurde nur über fünf Betroffene berichtet. Die Vererbung erfolgt autosomal-dominant.

## Ursache
Der Erkrankung liegen Mutationen im TRPV4-Gen auf Chromosom 12 Genort q24.11 zugrunde, welches für das Ionenkanal-Protein Transient receptor potential cation channel subfamily V member 4 kodiert.
Mutationen in diesem Gen finden sich auch (nach zunehmendem Schweregrad der Veränderungen geordnet) bei:
Neuromuskulären Erkrankungen:
- Morbus Charcot-Marie-Tooth Typ 2C (CMT2C)[6]
- Spinale scapuloperoneale Muskelatrophie (SPSMA)[7]
- Kongenitale benigne spinale Muskelatrophie, autosomal-dominante Form (CDSMA)[8]

Skelettdysplasien:
- Arthropathie, digitale – Brachydaktylie, familiäre Form[9]
- Brachyolmie Typ III
- Spondylometaphysäre Dysplasie Typ Koslowski
- SED Typ Maroteaux (Pseudo-Morquio-Syndrom Typ 2)
- Metatropische Dysplasie

## Klinische Erscheinungen
Klinische Kriterien sind:
- ausgeprägter disproportionierter Kleinwuchs, Erwachsenengröße zwischen 90 und 110 cm
- Kyphoskoliose, erhebliche Verformung der langen Röhrenknochen, Kniefehlstellungen (Genua vara und/oder Genua valga)
- multiple Gelenkluxationen
- normaler Schädel

## Diagnose
Im Röntgenbild Platyspondylie, kleine Beckenschaufeln, charakteristische flockige Mineralisationsherde in den Epiphysen, Metaphysen und im Beckenkamm.